# 도쿄도 제24구
도쿄도 제24구(東京都 第24区)는 중의원 선거구이다. 1994년 공직선거법으로 신설되었다.

## 지역
- 하치오지시 일부